# Williams (Minnesota)
Williams és una població dels Estats Units a l'estat de Minnesota. Segons el cens del 2000 tenia 210 habitants.

## Demografia
Segons el cens del 2000, Williams tenia 210 habitants, 92 habitatges, i 57 famílies. La densitat de població era de 82,7 habitants per km².
Dels 92 habitatges en un 26,1% hi vivien nens de menys de 18 anys, en un 40,2% hi vivien parelles casades, en un 14,1% dones solteres, i en un 38% no eren unitats familiars. En el 34,8% dels habitatges hi vivien persones soles el 15,2% de les quals corresponia a persones de 65 anys o més que vivien soles. El nombre mitjà de persones vivint en cada habitatge era de 2,28 i el nombre mitjà de persones que vivien en cada família era de 2,89.
Per edats la població es repartia de la següent manera: un 26,7% tenia menys de 18 anys, un 8,1% entre 18 i 24, un 21,4% entre 25 i 44, un 21,4% de 45 a 60 i un 22,4% 65 anys o més.
L'edat mediana era de 40 anys. Per cada 100 dones de 18 o més anys hi havia 94,9 homes.
La renda mediana per habitatge era de 26.364 $ i la renda mediana per família de 28.958 $. Els homes tenien una renda mediana de 25.375 $ mentre que les dones 24.063 $. La renda per capita de la població era d'11.888 $. Entorn de l'11,3% de les famílies i el 19,3% de la població estaven per davall del llindar de pobresa.

## Poblacions més properes
El següent diagrama mostra les poblacions més properes.